# Agave flexispina
Agave flexispina es una especie de planta suculenta perteneciente a la familia de las asparagáceas. 

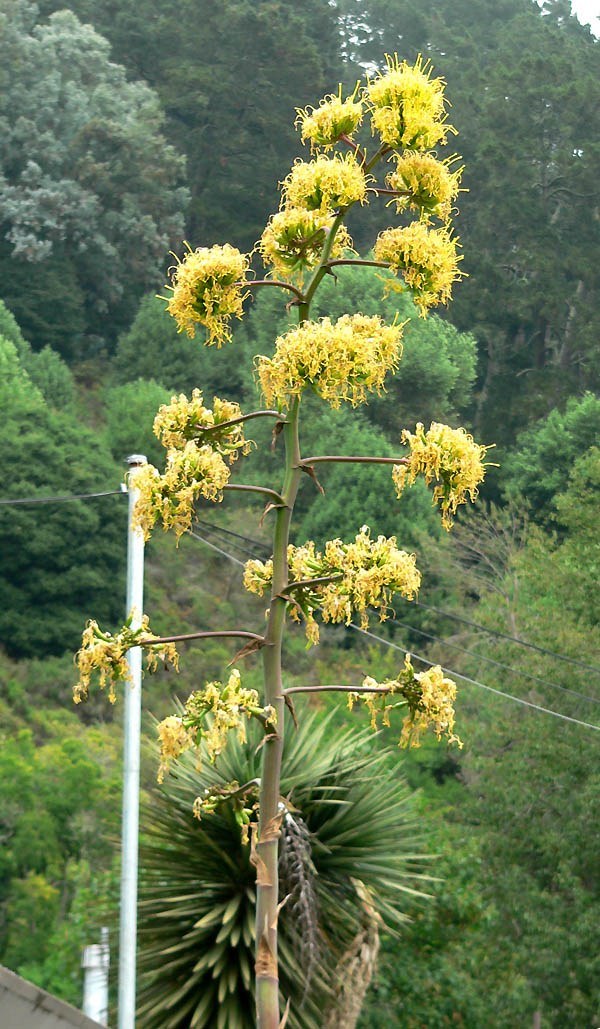
Inflorescencia

## Distribución
Es nativa de México en Chihuahua y Durango en Tepehuanes.

## Descripción
Es una planta con  unas 30 hojas, suculentas de color gris azulado, que forman una roseta de unos 70 cm.  Las hojas de unos 55 cm de largo con los márgenes espinosos y acaban en un aguijón. Las espinas tienen una cierta "flexibilidad" y tienden a desprenderse ante un contacto. 
La inflorescencia es un tubo floral de hasta 4 m de altura, con flores de unos  12 cm de largo y color amarillo.

## Taxonomía
Agave flexispina fue descrito por William Trelease  y publicado en Contributions from the United States National Herbarium 23(1): 133. 1920.
Etimología
Agave: nombre genérico que fue dado a conocer científicamente en 1753 por el naturalista sueco Carlos Linneo, quien lo tomó del griego Agavos. En la mitología griega, Ágave era una ménade hija de Cadmo, rey de Tebas que, al frente de una muchedumbre de bacantes, asesinó a su hijo Penteo, sucesor de Cadmo en el trono. La palabra agave alude, pues, a algo admirable o noble.
flexispina: epíteto latino que significa "con espinas flexibles".